# دونگا ستودنا
دونگا ستودنا (به صربی: Donja Studena) یک منطقهٔ مسکونی در صربستان است که در Niška Banja واقع شده‌است.